# Saphobius brouni
Saphobius brouni är en skalbaggsart som beskrevs av Renaud Maurice Adrien Paulian 1935. Saphobius brouni ingår i släktet Saphobius och familjen bladhorningar. Inga underarter finns listade i Catalogue of Life.